# 313 av. J.-C.
Cette page concerne l'année 313 av. J.-C. du calendrier julien proleptique.

## Événements
- 6 février (23 mars du calendrier romain) : début à Rome du consulat de Lucius Papirius Cursor V et Caius Iunius Bubulcus Brutus II[1]. 
  - Caius Poetelius, nommé dictateur, reprend Frégelles et s'empare de Nole[2].
  - Rome soumet les Aurunces et fonde la colonie de Suessa Aurunca[2].
  - Lex Ovinia : le Sénat romain est recensé tous les cinq ans par le censeur, qui inscrit le nom de chaque sénateur dans un registre appelé album[3]. Lors de ce recensement, le censeur peut exclure un membre de l’ordre sénatorial, en général pour inconduite morale. La loi, en assurant d’une manière régulière le recrutement des sénateurs parmi les anciens magistrats, sans distinction d’ordres, légalise l’accès des plébéiens au Sénat.

- Printemps, guerres des diadoques : Asandros, satrape de Carie, battu par Antigonos, se rallie[4] ; il doit lui livrer ses forces, libérer les cités grecques et envoyer son frère Agathon en otage. En échange, il conserve la satrapie de Carie. Mais il se ravise et demande de l'aide à Ptolémée et Séleucos ; Antigonos, furieux, envoie à Milet Docimus, appuyé par la flotte de Médios de Larissa, pour encourager les citoyens de ville à la révolte. Lui-même occupe Tralles et Kaunos en Carie[5] tandis que son neveu Polémée prend Iasos[6].

- Automne (?) : Ptolémée envoie sa flotte à partir de Chypre pour ravager Poseidium, à l'embouchure de l'Oronte et Mallus en Cilicie. Le fils d'Antigonos Démétrios réagit mais arrive après le départ des ennemis et de leur butin[5].
- Hiver 313-312 av. J.-C. : Polémée, neveu d'Antigonos Monophtalmos, est envoyé en Grèce avec l’appui de la flotte de Médios de Larissa. Cassandre abandonne le siège d'Oreüs, prend Oropos en Béotie et laisse une garnison à Chalcis, puis rentre en Macédoine pour préparer la défense contre Antigonos qui rassemble des troupes sur l'Hellespont. Polémée expulse la garnison que Cassandre maintenait à Chalcis, puis reprend Oropos et mène une campagne victorieuse en Grèce centrale (Attique, Béotie, Phocide et Locride)[5].

- Révolte à Cyrène contre le gouverneur Ophellas[7].
- Ptolémée Ier transfère sa capitale de Memphis à Alexandrie[8].
- Cassandre intervient en Épire. Il tente en vain de reconquérir Apollonia, son débouché sur l'Adriatique, où les habitants on chassé la garnison lacédémonienne avec l'aide des Illyriens de Glaucias[5]. Le roi Éacide est tué lors d'un affrontement contre Philippe, frère de Cassandre[9].

## Décès
- Éacide, roi des Molosses.